# Rheoheros
Rheoheros ist eine Gattung mittelamerikanischer Buntbarsche, die in Fließgewässern mit starker bis reißender Strömung auf der karibischen Seite von Mittelamerika vorkommt. Das Verbreitungsgebiet der Gattung liegt in den Stromgebieten von Río Grijalva und Río Tulijá im Südosten Mexicos.

## Merkmale
Rheoheros-Arten werden 15 bis 25 cm lang und haben einen langgestreckten, an strömendes Wasser angepassten Körper. Äußerlich ähneln sie ein wenig den Paraneetroplus-Arten, haben jedoch keinen so hohen Kopf und besitzen ein einzigartiges Muster von dunklen Flecken und Balken auf dem Rücken und den mittleren Körperseiten, das bei Paraneetroplus nicht vorhanden ist. Die Bauchseite der Rheoheros-Arten ist einfarbig.

## Lebensweise
Rheoheros-Arten ernähren sich von Aufwuchs und den darin lebenden Wirbellosen. Sie sind Höhlenbrüter. Die Initiative zur Balz geht bei beiden Arten vom Weibchen aus. Vor allem das Weibchen übt die Brutpflege aus, während das Männchen das Revier verteidigt.

## Systematik
Gegenwärtig besteht die Gattung Rheoheros aus zwei Arten.
- Rheoheros coeruleus (Stawikowski & Werner, 1987)
- Rheoheros lentiginosus (Steindachner, 1864) (Typusart)

Beide Arten gehörten ursprünglich zu Theraps und wurden Mitte 2015 in die neu aufgestellte Gattung Rheoheros überführt. „Rheo“ ist das griechische Verb für „fließen“ und nimmt Bezug auf den Lebensraum der Gattung, “Heros” ist der Name einer südamerikanischen Buntbarschgattung, in die früher auch mittelamerikanische Buntbarsche eingeordnet wurden.